# Taphozous australis
Taphozous australis (Gould, 1854) è un pipistrello della famiglia degli Emballonuridi diffuso in Australia e Nuova Guinea.

## Descrizione

### Dimensioni
Pipistrello di medie dimensioni, con la lunghezza della testa e del corpo tra 61 e 82 mm, la lunghezza dell'avambraccio tra 63,5 e 67,5 mm, la lunghezza della coda tra 22 e 29 mm, la lunghezza del piede tra 10 e 14 mm, la lunghezza delle orecchie tra 19 e 26 mm e un peso fino a 26 g.

### Aspetto
La pelliccia è corta e si estende sulla superficie ventrale dell'avambraccio e sulla groppa. Il colore generale del corpo è bruno-grigiastro o grigio con la base dei peli e la superficie ventrale dell'avambraccio bianche. La testa è relativamente piatta e triangolare, il muso è conico, privo di peli, bruno-rossastro, con una depressione tra gli occhi e con una sacca golare con l'apertura anteriore ben sviluppata nei maschi e più rudimentale nelle femmine. Gli occhi sono relativamente grandi, l'iride è marrone scura. Le orecchie sono triangolari con la punta smussata, rivolte all'indietro, separate tra loro, con diverse pieghe sulla superficie interna del padiglione auricolare e con una leggera rientranza sul bordo esterno. Il trago è corto, largo e con l'estremità leggermente arrotondata, mentre l'antitrago è lungo, semi-circolare e si estende quasi fino all'angolo posteriore della bocca. Le membrane alari sono lunghe, strette, bruno-nerastre e attaccate posteriormente lungo le anche. Una sacca ghiandolare è presente in entrambi i sessi tra l'avambraccio e il primo metacarpo. La coda è lunga e fuoriesce dall'ampio uropatagio a circa metà della sua lunghezza. Il calcar è lungo.

## Biologia

### Comportamento
Si rifugia nelle grotte, miniere, ammassi rocciosi e fessure tra le rocce, spesso lungo le costiere. Forma attualmente piccoli gruppi fino a 10 individui, sebbene in passato siano state riportate grandi colonie. L'attività predatoria inizia subito dopo il tramonto. Accumula depositi di grasso corporeo durante i mesi autunnali e durante l'inverno necessita di più di dieci minuti per riscaldarsi e cominciare a volare.

### Alimentazione
Si nutre di insetti volanti catturati in spazi aperti e sopra la volta forestale.

### Riproduzione
Le nascite avvengono tra settembre e novembre in Australia.

## Distribuzione e habitat
Questa specie è diffusa nella Nuova Guinea sud-orientale, alcune isole dello Stretto di Torres e lungo le coste nord-occidentali del Queensland.
Vive nelle paludi di papiro e in boscaglie costiere.

## Conservazione
La IUCN Red List, considerato il declino della popolazione e la perdita del proprio habitat, classifica T.australis come specie prossima alla minaccia di estinzione (Near Threatened).